# Taiwan Cooperative Financial Holding
Taiwan Cooperative Financial Holding — тайваньская холдинговая компания, в её холдинг входят Тайваньский кооперативный банк, страховая компания и компании, предоставляющие финансовые услуги. Крупнейшим акционером является Министерство финансов Китайской Республики (26,06 %).
Тайваньский кооперативный холдинг был основан 1 декабря 2011 года.
Активы на конец 2020 года составили 4,15 трлн новых тайваньских долларов ($149 млрд), из них 2,28 трлн пришлось на выданные кредиты (770 млрд — ипотечные, 960 млрд — в иностранной валюте), 728 млрд — на инвестиции в ценные бумаги. Объём принятых депозитов составил 3,42 трлн новых тайваньских долларов.
У Тайваньского кооперативного банка 271 отделение на Тайване и 21 отделение в других странах: США, Австралия, Филиппины, Вьетнам, Гонконг, материковый Китай, Лаос, Камбоджа и Мьянма, а также дочерний United Taiwan Bank S.A. в Бельгии, основанный в 1992 году.
Основные составляющие финансовой группы:
- Taiwan Cooperative Bank (TCB) — банковские услуги, основан в 2001 году.
- Taiwan Cooperative Securities Company (TCS) — размещение и торговля ценными бумагами на Тайваньской фондовой бирже.
- Taiwan Cooperative Bills Finance Corporation (TCBF) — гарантирование и операции с необеспеченными ценными бумагами; компания основана в 1998 году.
- Co-operative Assets Management Company (CAM) — скупка и управление просроченными кредитами и долговыми расписками, операции с недвижимостью; компания основана в 2005 году.
- Taiwan Cooperative Securities Investment Trust Company (TCSIT) — инвестирование средств фондов в ценные бумаги.
- BNP Paribas Cardif TCB Life Insurance Company (BNP TCB Life) — страхование жизни, совместное предприятие с BNP Paribas (51 %).
- Taiwan Cooperative Venture Capital Company (TCVC) — венчурное финансирование.